# Hartberg
Hartberg ist eine Stadt mit 6725 Einwohnern (Stand 1. Jänner 2025) und liegt im Bundesland Steiermark im Südosten von Österreich. Sie ist Verwaltungsmittelpunkt des Bezirks Hartberg-Fürstenfeld und liegt im Gerichtsbezirk Fürstenfeld.

## Geografie
Hartberg liegt am Ostrand des steirischen Jogllandes am Übergang in das Oststeirische Hügelland. Die Stadt befindet sich im Osten der Steiermark und liegt etwa 40 km nordöstlich der Landeshauptstadt Graz.
Der Osten des Stadtgebiets wird von der Hartberger Safen durchflossen. Ihre Zuflüsse entwässern das Gemeindegebiet. Die höchste Erhebung Hartbergs ist der Ringkogel (789 m) im Nordwesten.
Im Süden liegt das Natura 2000 Europaschutzgebiet Hartberger Gmoos.

### Gemeindegliederung
| Katastralgemeinden | Ortschaften in der Gemeinde |
| --- | --- |
| Eggendorf (5,07 km²) Grazervorstadt (2,64 km²) Habersdorf (2,34 km²) Hartberg (0,11 km²) Ring (4,14 km²) Safenau (3,88 km²) Ungarvorstadt (3,37 km²) | Eggendorf (D) Dumpfental (ZH) Klaffenau (R) Kleindörfl (R) Point (R) Habersdorf (D) · Hartberg (St) Eggfeld (Stt) Lebing (Stt) Steinfeld (Stt) Ring (Stt) Walleiten (R) Safenau (D) Neusafenau (Sdlg) |
| Legende | |

| In der Spalte Katastralgemeinden sind sämtliche Katastralgemeinden einer Gemeinde angeführt. In der Klammer ist die jeweilige Fläche in km² angegeben. |
| In der Spalte Ortschaften sind sämtliche von der Statistik Austria erfassten Siedlungen, die auch eine eigene Ortschaftskennziffer aufweisen, angeführt. In der Hierarchieebene derselben Spalte, rechts eingerückt, werden nur Ansiedlungen, die mindestens aus mehreren Häusern bestehen, dargestellt. Die wichtigsten der verwendeten Abkürzungen sind: - M = Hauptort der Gemeinde - Stt = Stadtteil - R = Rotte - W = Weiler - D = Dorf - ZH = Zerstreute Häuser - Sdlg = Siedlung - Hgr = Häusergruppe - E = Einzelgehöft (nur wenn sie eine eigene Ortschaftskennziffer haben) Die komplette Liste der Statistik Austria ist in: Topographische Siedlungskennzeichnung nach STAT Zu beachten ist, dass manche Orte unterschiedliche Schreibweisen haben können. So können sich Katastralgemeinden anders schreiben als gleichnamige Ortschaften bzw. Gemeinden. Quelle: Statistik Austria – |

Zum Stadtgebiet gehören der Hauptort (in Klammern Einwohnerzahl, Stand 1. Jänner 2025):
- Hartberg (4284) mit den Stadtteilen Eggfeld, Lebing und Steinfeld

und die Ortschaften:
- Eggendorf (649) mit Dumpfental, Klaffenau, Kleindörfl und Point
- Habersdorf (161)
- Ring (893) mit Walleiten
- Safenau (738) mit Neusafenau

Im Kataster setzt sich das Stadtgebiet aus den Katastralgemeinden (Fläche Stand 31. Dezember 2023) zusammen:
- Eggendorf (506,95 ha)
- Grazervorstadt (263,43 ha)
- Habersdorf (235,16 ha)
- Hartberg (11,3 ha)
- Ring (413,37 ha)
- Safenau (387,71 ha)
- Ungarvorstadt (336,65 ha)

### Nachbargemeinden
| Greinbach         | Greinbach                                   | Grafendorf bei Hartberg   |
| Hartberg Umgebung | Kompassrose, die auf Nachbargemeinden zeigt | Sankt Johann in der Haide |
| Hartberg Umgebung | Buch-St. Magdalena                          | Buch-St. Magdalena        |

## Geschichte
Das Gebiet um Hartberg war schon in urgeschichtlicher Zeit besiedelt, wovon eine jungsteinzeitliche Siedlung auf dem nahe gelegenen Ringkogel zeugt. In der Hallstatt- und Latènezeit bestand auf dem Ringkogel eine befestigte keltische Höhensiedlung. Auch aus römischer Zeit gibt es Besiedlungsspuren wie die Villa Rustica; unter der Stadtpfarrkirche Hartberg und dem Pfarrhof wurden ebenfalls Reste römischer Bauwerke aus dem zweiten Jahrhundert gefunden.
Hartberg wurde 1125 bis 1128 vom Markgrafen Leopold I. von Steyr planmäßig angelegt und ausgebaut. 1286 wird die Siedlung erstmals urkundlich als Stadt erwähnt. Der später zu einem Türkeneinfall umgedichtete Ungarneinfall von 1418 zog auch Hartberg in Mitleidenschaft. Bis 1529 verblieb die Stadt in landesfürstlichem Besitz, ehe sie an den damaligen Landeshauptmann Siegmund von Dietrichstein verkauft wurde.
1469 wurde die Stadt von Aufständischen unter dem kaiserlichen Söldnerführer Andreas Baumkircher erobert, wenige Jahre später von der Soldateska des ungarischen Königs Matthias Corvinus verwüstet. 1532 zogen türkische Truppen zwar an der Stadt vorbei, zerstörten jedoch die Vorstädte. Im Jahr 1605 belagerten die Haiducken erfolglos Hartberg; auch damals wurden die Vorstädte wieder gebrandschatzt.
1715 brannte die Stadt bis auf wenige Häuser ab.
1944, während der Zeit des Nationalsozialismus, bildete sich in Hartberg um den Wehrmachtsdeserteur Gustav Pfeiler eine Widerstandsgruppe, die sich in den Bergen versteckte und von Bauern der Umgebung teilweise freiwillig mit Essen und Übernachtungsmöglichkeiten unterstützt wurde. Im März 1945 wurden die etwa 40 Mitglieder der Gruppe militärisch aktiv. So konnten sie drei Flugzeuge vom Typ Fieseler Fi 156 sprengen und versuchten, den Hartberger Ortsgruppenleiter Erich Heumann festzunehmen. Dabei erschossen sie Mitglieder seiner Familie und verwundeten ihn schwer. In der Folge schlossen sich immer mehr Menschen der Gruppe an, andererseits setzte auch die SS immer mehr Männer zur Verfolgung der Gruppe ein und verhaftete zahlreiche Bauern der Umgebung, die verdächtigt wurden, die Partisanen zu unterstützen. Am 4. Mai 1945 wurden nach einem Standgerichtsprozess im Stadtpark neun Freiheitskämpfer erschossen, vier weitere wurden am Hauptplatz gehenkt. Als sich am 7. Mai 1945 die Rote Armee näherte, nahmen SS-Einheiten weitere Sympathisanten der Partisanen auf ihrem Rückzug mit und erschossen sie unterwegs. Diese Hinrichtungen bzw. Morde forderten insgesamt 27 Menschenleben.
Am Reckturm im Stadtpark wurde 1946 eine Gedenktafel für diese Gruppe angebracht. Ein Gedenkstein auf dem Friedhof trägt die unspezifische Inschrift „Zum Gedenken an die Opfer der letzten Kriegstage 1945.“ Auch die Gräber der Widerstandskämpfer wurden denen der Wehrmachtssoldaten angepasst.

### Bevölkerungsentwicklung
Die Bevölkerung hat von 1869 bis 2001 kontinuierlich zugenommen, mit besonders starkem Wachstum zwischen 1869 und 1880 (+13,1 %), 1880 bis 1890 (+12,1 %), 1900 bis 1910 (abermals +12,1 %, während es im Jahrzehnt davor nur 2,0 % waren) und von 1939 bis 1953 (+21,2 %). Lediglich von 1923 bis 1934 war ein Rückgang um 1,6 % zu verzeichnen. Seit 2001 bleibt die Einwohnerzahl nahezu konstant, die negative Geburtenbilanz wird durch eine positive Wanderungsbilanz ausgeglichen.

### Religionen
Die Einwohner Hartbergs sind überwiegend römisch-katholisch (88,2 %). Zweitgrößte Religionsgemeinschaft ist die Evangelische Kirche mit 2,9 %, dicht gefolgt vom Islam mit 2,6 %. Andere Religionen erreichen weniger als 1 %. 4,1 % sind ohne religiöses Bekenntnis.
Neben einer römisch-katholischen ist Hartberg seit 1948 auch Sitz einer evangelischen Pfarrgemeinde.

## Kultur und Sehenswürdigkeiten

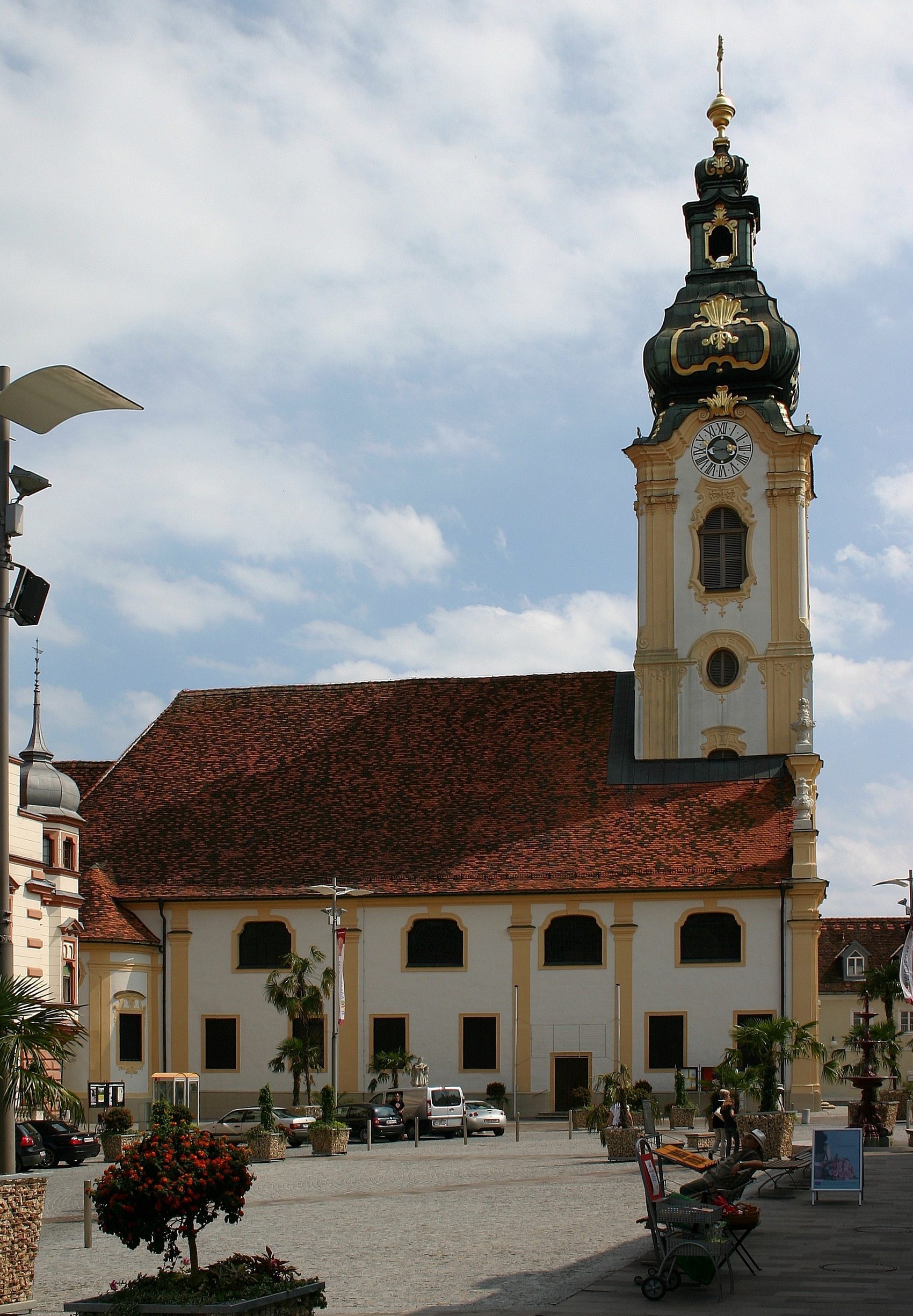
Stadtpfarrkirche St. Martin

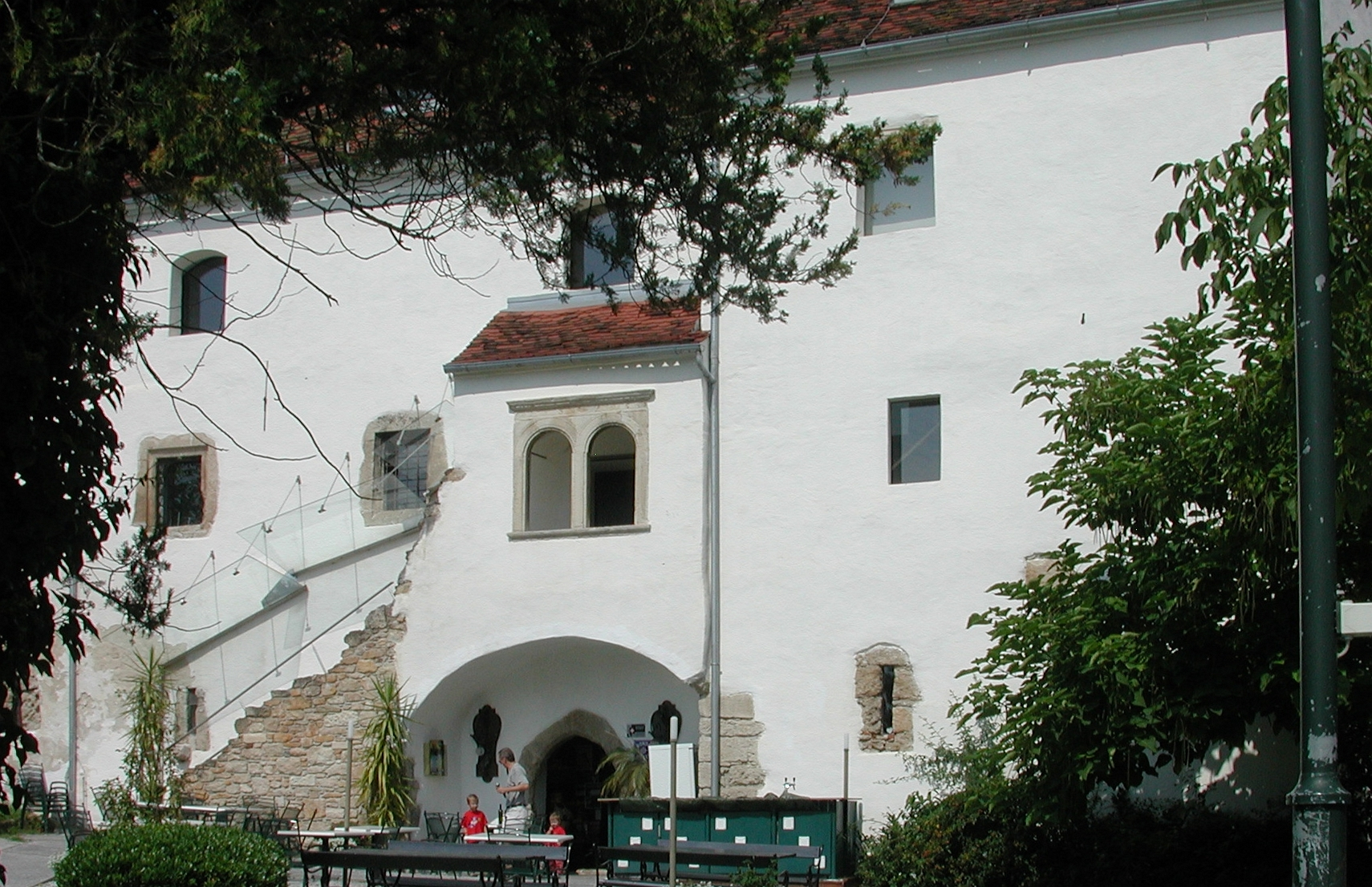
Schloss Hartberg

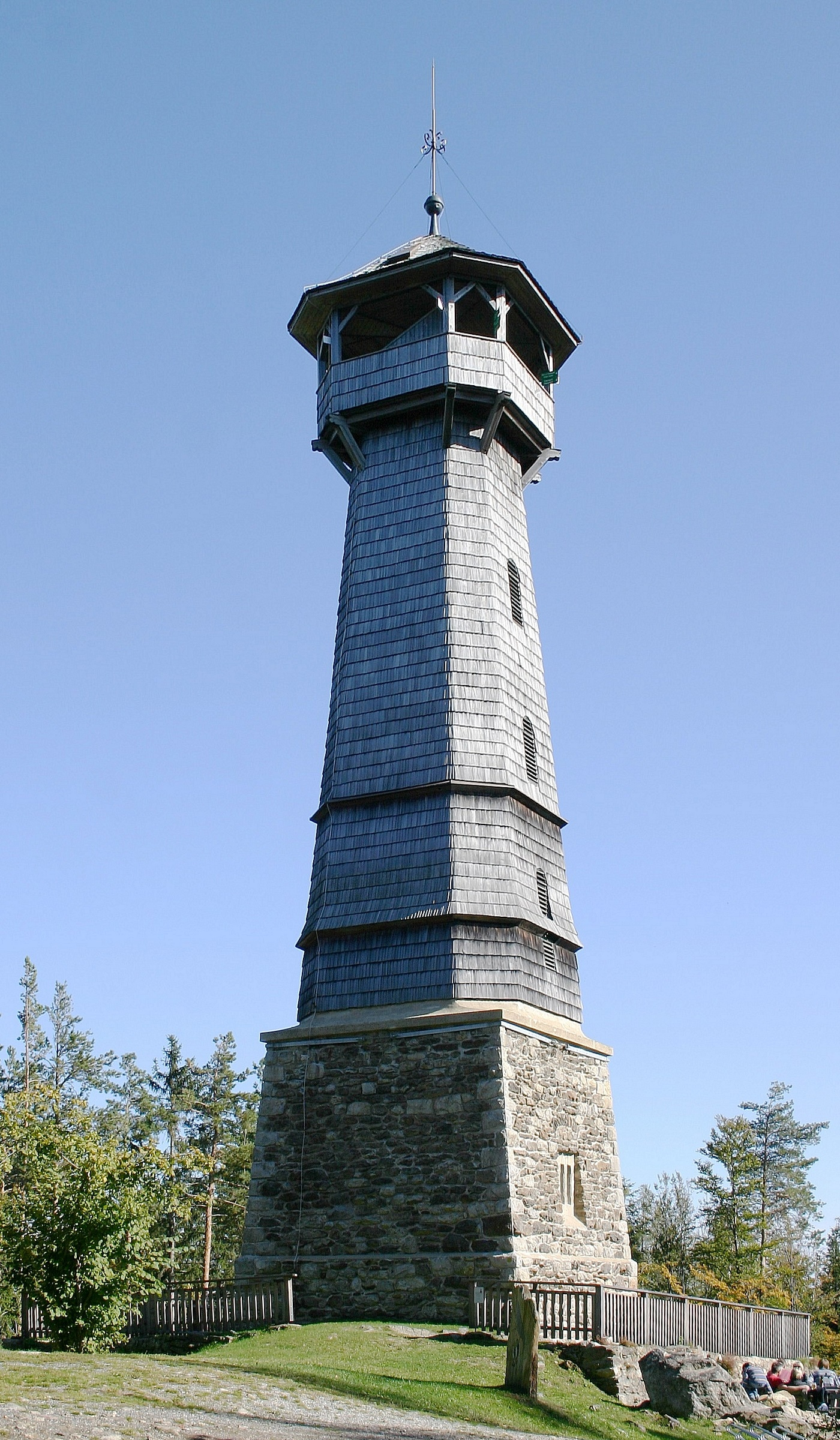
Ringwarte am Ringkogel

### Theater
Zwei Theatergruppen findet man in Hartberg. Dies sind die Liebhaberbühne Hartberg, die volkstümliche Werke, hauptsächlich Komödien interpretiert und die triBühne Hartberg, die seit 1988 Stücke u. a. von Shakespeare, Felix Mitterer, Friedrich Dürrenmatt oder Johann Nestroy spielte.
Beiden Gruppen dient die Hartberghalle als primärer Veranstaltungsort.

### Museen
- Stadtmuseum

### Bauwerke

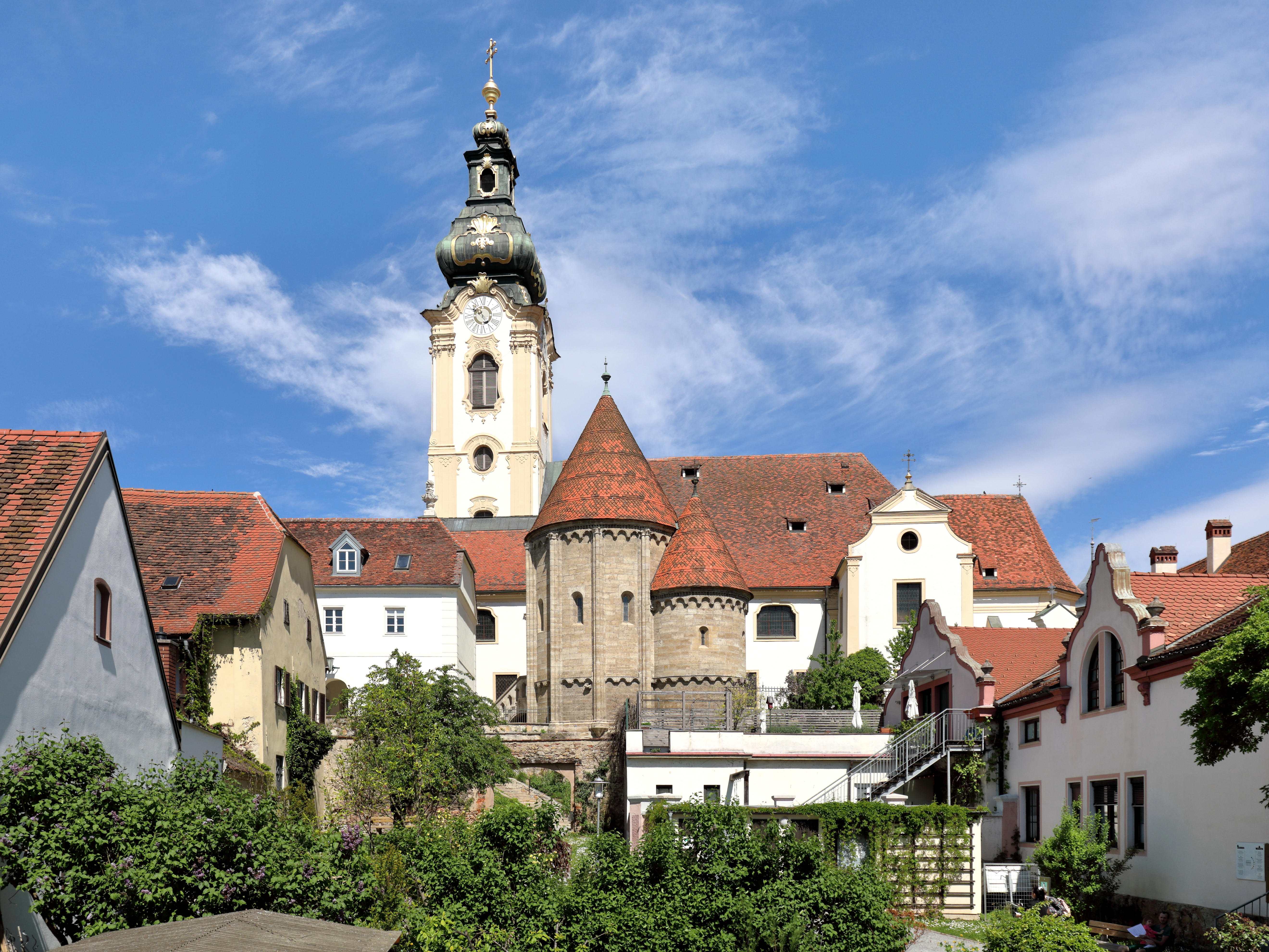
Hartberger Karner mit Stadtpfarrkirche im Hintergrund
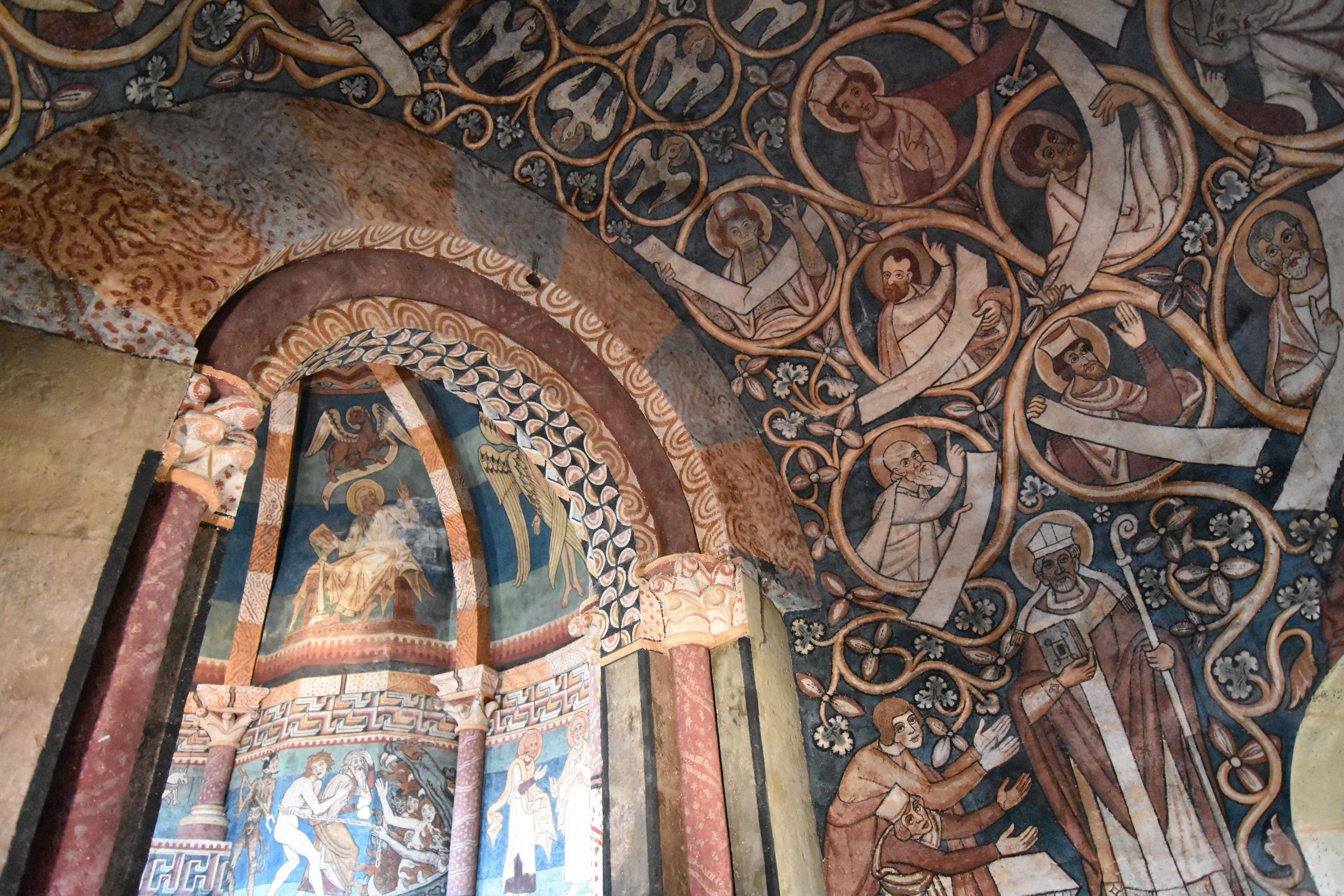
Innenansicht des Karners
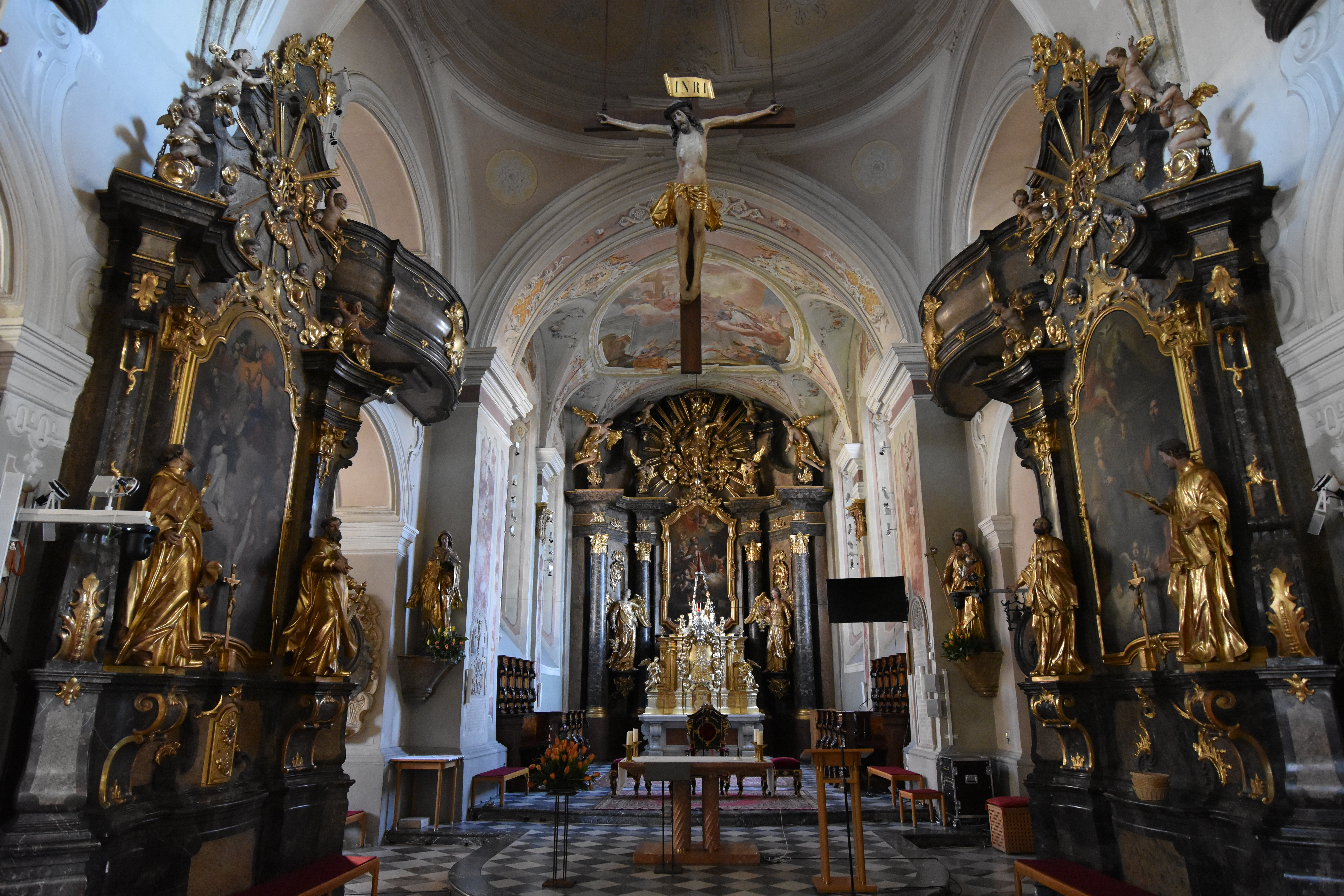
Die Innenansicht der Kirche
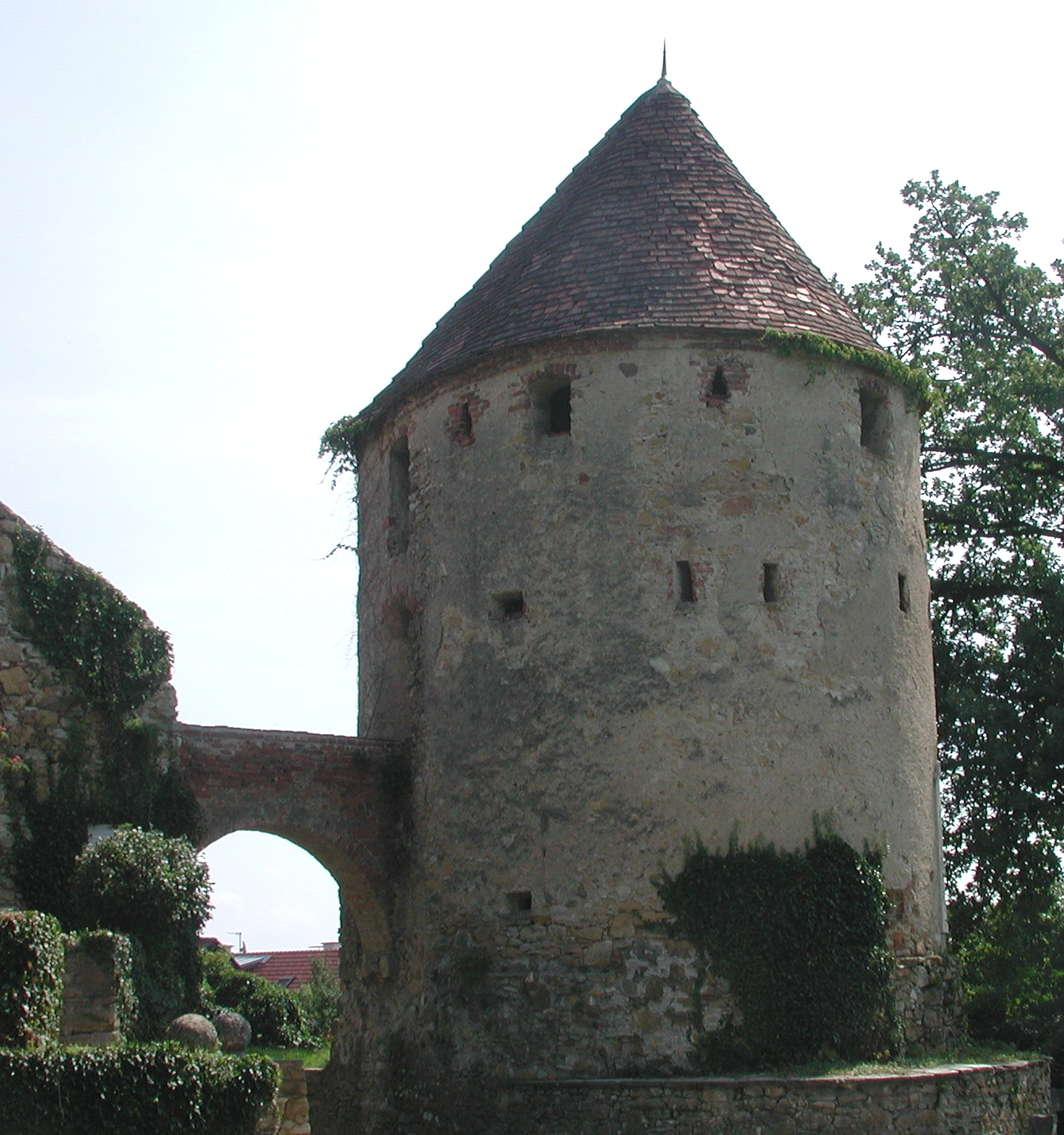
Reckturm
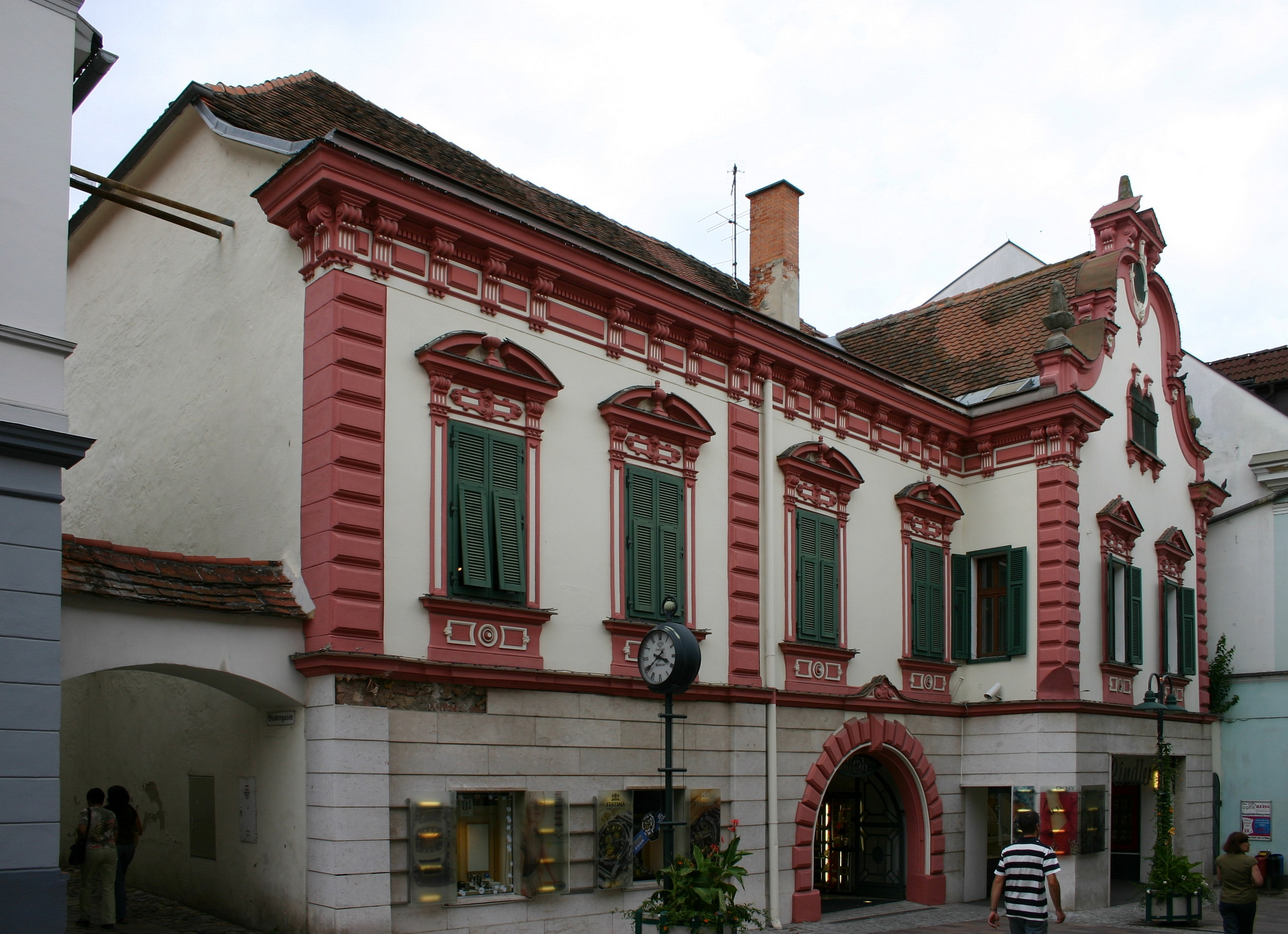
Altes Bürgerhaus in der Fußgängerzone
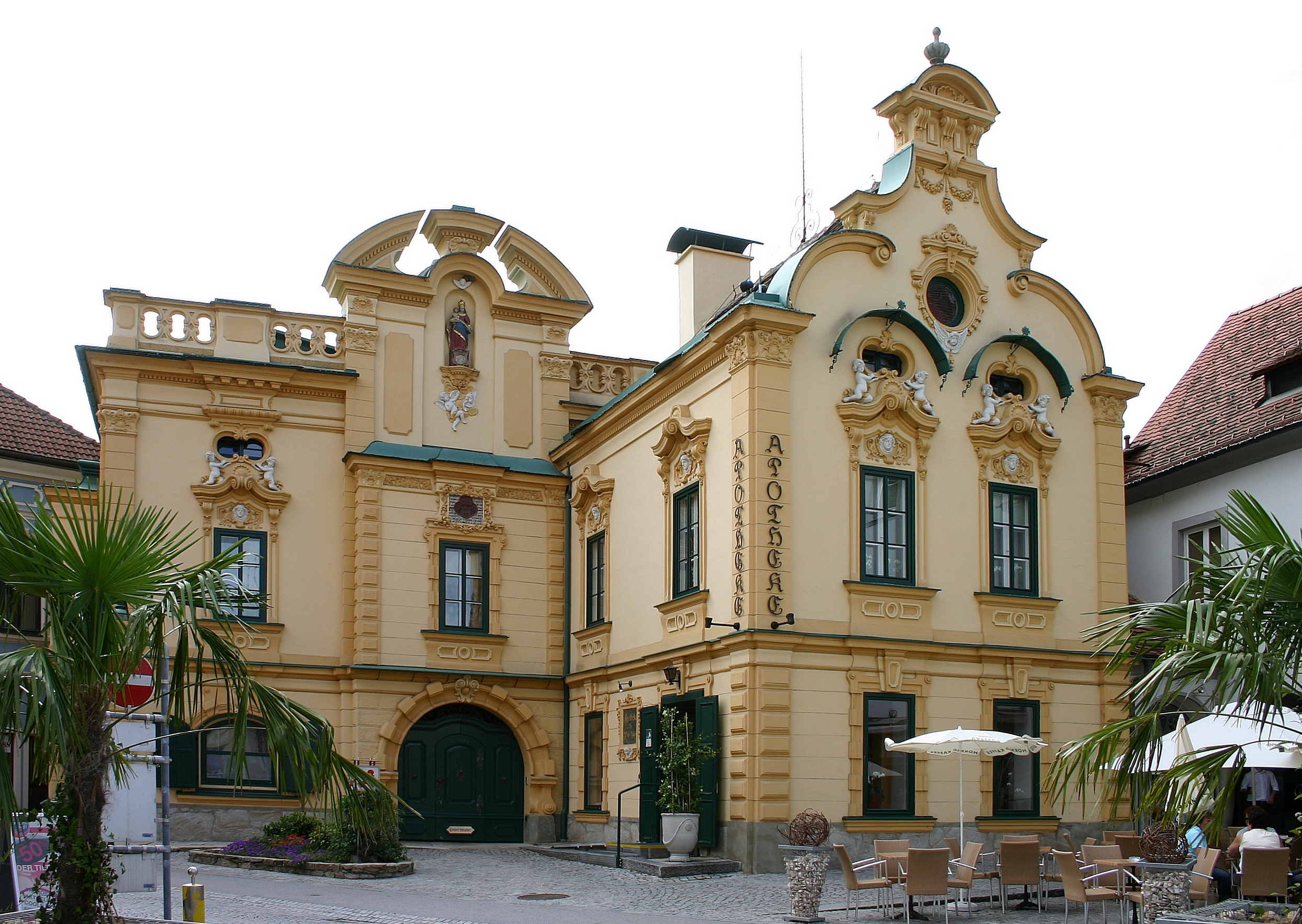
Die Apotheke beim Hauptplatz
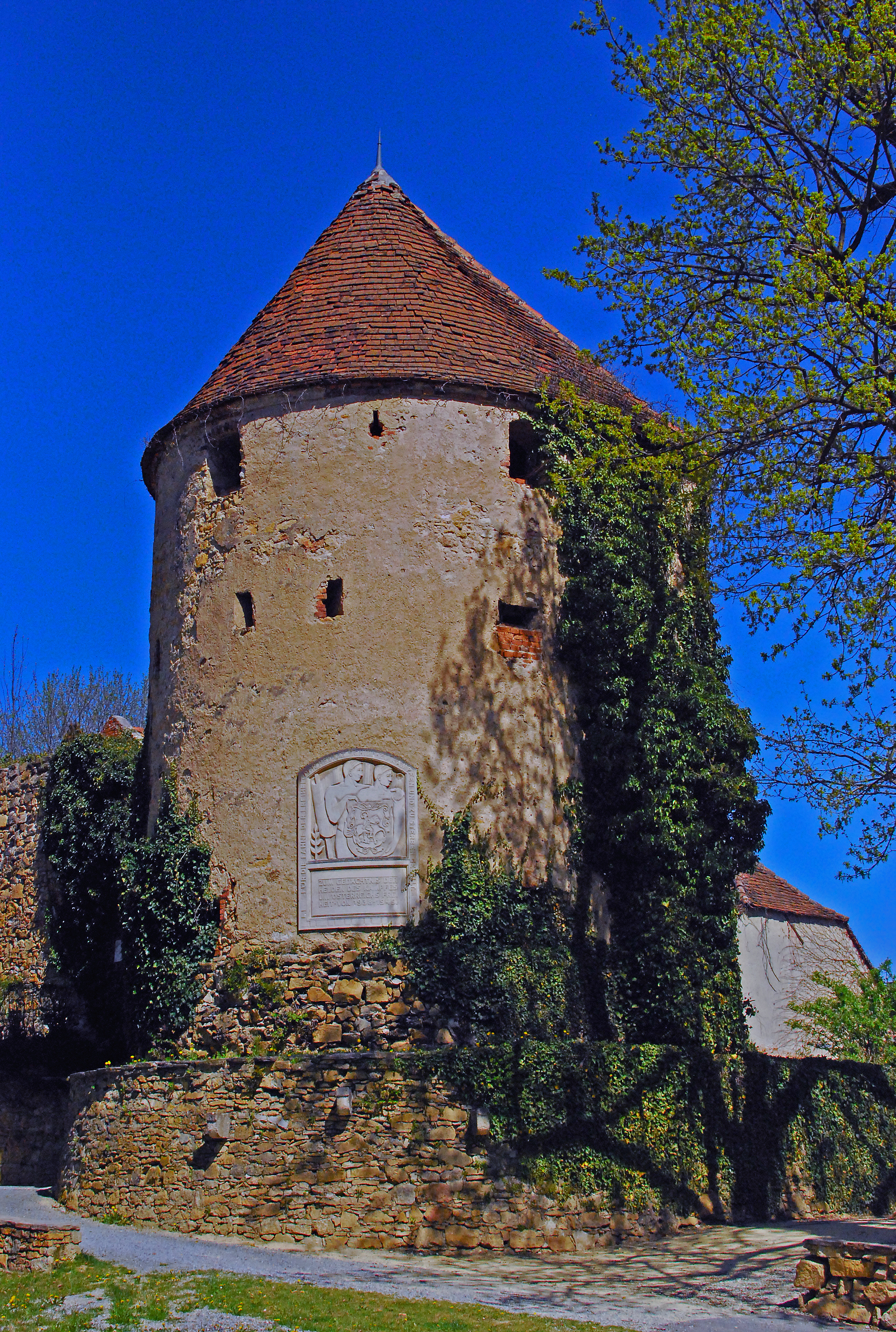
Gedenktafel für die Widerstandskämpfer
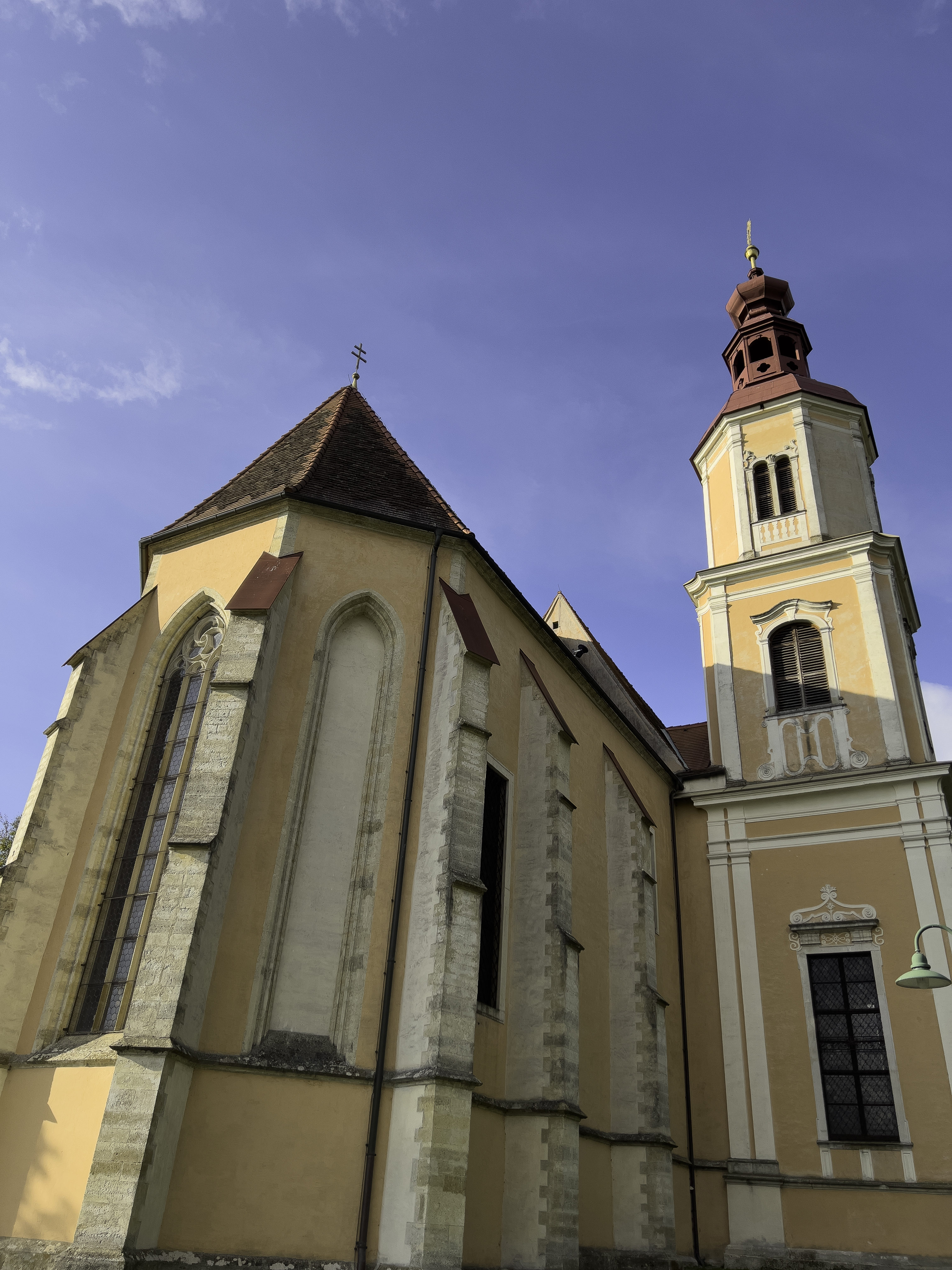
Wallfahrtskirche Maria Lebing

- Der spätromanische Hartberger Karner mit Fresken stammt aus dem 12. Jahrhundert.
- Die spätgotische Stadtpfarrkirche St. Martin wird 1157 erstmals erwähnt und von 1745 bis 1760 barock erweitert. Das Hochaltarblatt stammt von Johann Cyriak Hackhofer.
- Die evangelische Jesus-Christus-Kirche wurde 1961–1964 durch Waltraud Kolb errichtet.
- Schloss Hartberg ist eine mittelalterliche Burg aus dem 12. Jahrhundert. Im 16. Jahrhundert wurde sie im Stil der Renaissance umgestaltet, im 17. Jahrhundert wurde der Arkadentrakt gebaut. Der Schlosskomplex wird heute vom Kosmetikhersteller und Multilevel-Marketing-Unternehmen Ringana genutzt, welcher hier seinen Verwaltungssitz eingerichtet hat. Ausgenommen davon sind ein Gastronomiebetrieb im ehemaligen Pferdestall und der Rittersaal, welcher nach wie vor für öffentliche Veranstaltungen verwendet wird.

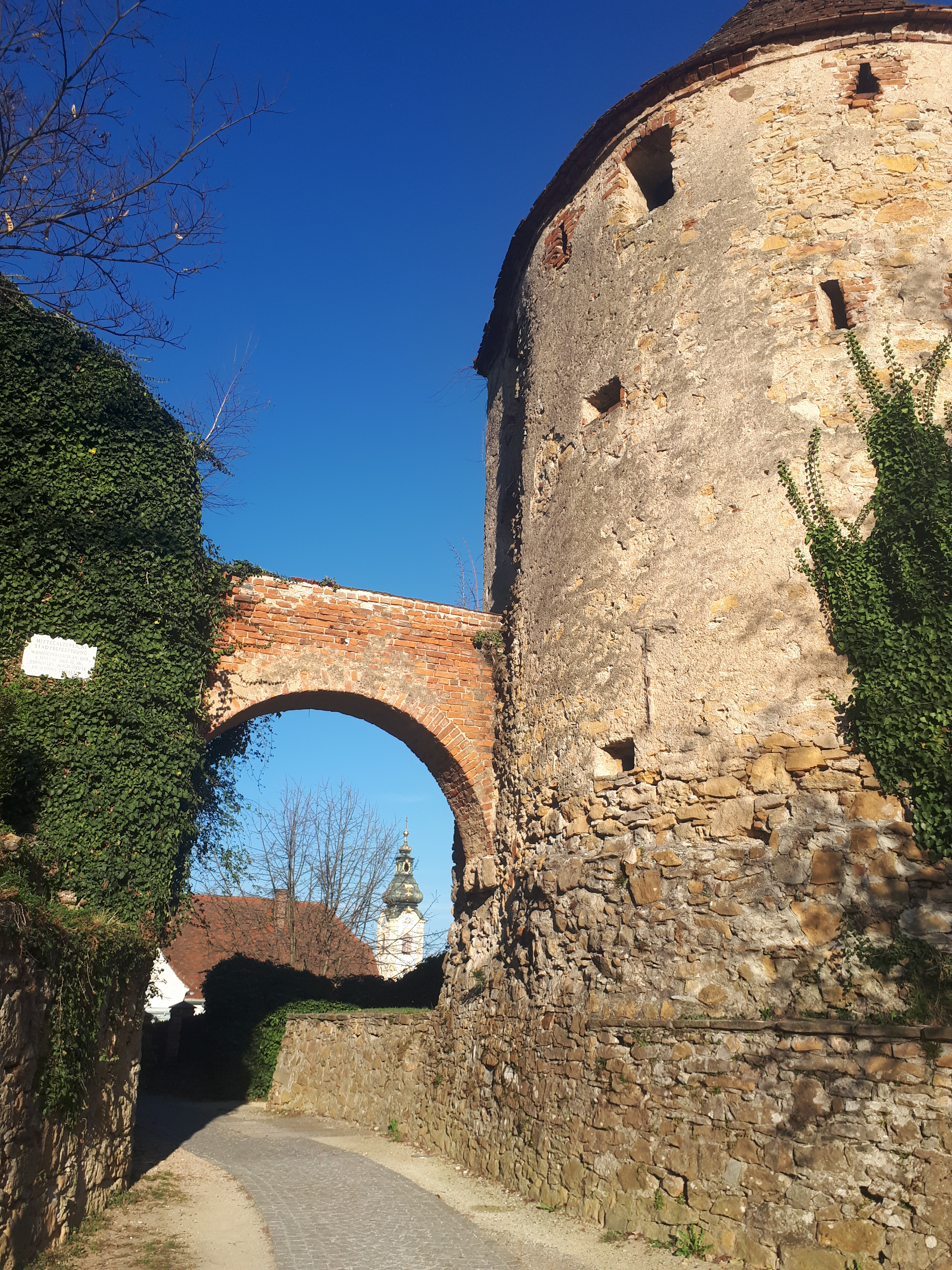
Historischer Teil der Stadtmauer mit Befestigungen

- Reste der Stadtmauer stammen aus dem 12. bis 13. Jahrhundert. Sie verläuft vom Reckturm, der in der zweiten Hälfte des 13. Jahrhunderts errichtet wurde, über den terrassenförmig angelegten Stadtpark zum Schloss Hartberg nach Norden, dem Ring entlang weiter nach Osten bis zur Franz-Schmidt-Gasse. Im Osten ist der Schölbingerturm mit einem kurzer Rest der Stadtmauer erhalten. Unterhalb von Stadtpfarrkirche und Karner war die Steilstufe Teil der Kirchenfestung im engeren Gürtel der ursprünglichen Stadtmauer enthalten. Im 19. Jahrhundert wurden die zwei Stadttore abgetragen.[9]
- Kapuzinerkirche und Kloster: Die Errichtung des Klosters dauerte von 1654 bis 1658 und wurde mit der Kirchweihe abgeschlossen. Nach der Enteignung der Mönche zur Zeit des Nationalsozialismus adaptierte man das Gebäude zum Altenpflegeheim, das es bis 1955 blieb. 2014 verließen die Kapuziner Hartberg. Seither ist das Kloster Hartberg ein Gebetshaus im Sinne eines Oratoriums nach Philipp Neri.[10]
- Die Ringwarte wurde im Jahre 1906 erbaut und ist der Aussichtsturm auf dem Ringkogel.
- Die römisch-katholische Wallfahrtskirche Maria Lebing ist der Vollendung Mariens (Himmelfahrt) geweiht.

## Wirtschaft und Infrastruktur
Die ansässigen Unternehmen sind gut zur Hälfte (51 %) im Dienstleistungssektor (besonders persönliche, soziale und öffentliche Dienste) tätig; über ein Drittel der Betriebe (37,3 %) sind Handelsunternehmen. Daneben gibt es technische Dienstleistungsunternehmen, Bauunternehmen sowie Produktionsbetriebe aus den Bereichen der Metallverarbeitung, Textilien und Teppichböden, Kunststoffe (Erzeugung von Brillenfassungen) sowie Nahrungs- und Genussmittel. Eine steigende Rolle spielt im Sommer auch der Fremdenverkehr.

### Verkehr
Hartberg liegt an der Süd Autobahn A 2 und damit an der Hauptverkehrsader von Wien nach Graz. Die Stadt wird auch von der Wechsel Straße B 54 von Wiener Neustadt nach Gleisdorf durchquert, die aber seit Fertigstellung der Süd Autobahn ihre überregionale Bedeutung verloren hat. Außerdem ist die Stadt Ausgangspunkt der Burgenland Straße B 50, die über Oberwart an die ungarische Grenze Richtung Szombathely führt.
Durch die Thermenbahn ist Hartberg auch auf der Schiene sowohl mit Wien, Graz (über Fehring), als auch mit Fürstenfeld mit zweistündlich verkehrenden Regionalzügen verbunden; der Strecke kommt im Vergleich zur Südbahn aber nur untergeordnete Bedeutung zu. Der Bahnhof Hartberg ist nach den Bahnhöfen Fürstenfeld und Friedberg der drittgrößte Bahnhof im Bezirk.
Der Flughafen Graz ist rund 75 km, der Flughafen Wien rund 140 km entfernt.

### Medien
Die bezirksweit publizierte Woche – HBZ, Die Hartberger Bezirkszeitung, sowie die Kleine Zeitung sind mit einem Regionalbüro in Hartberg vertreten. Von 2007 bis Dezember 2010 war Radio Hartberg, ein regionales Webradio online.

### Sport

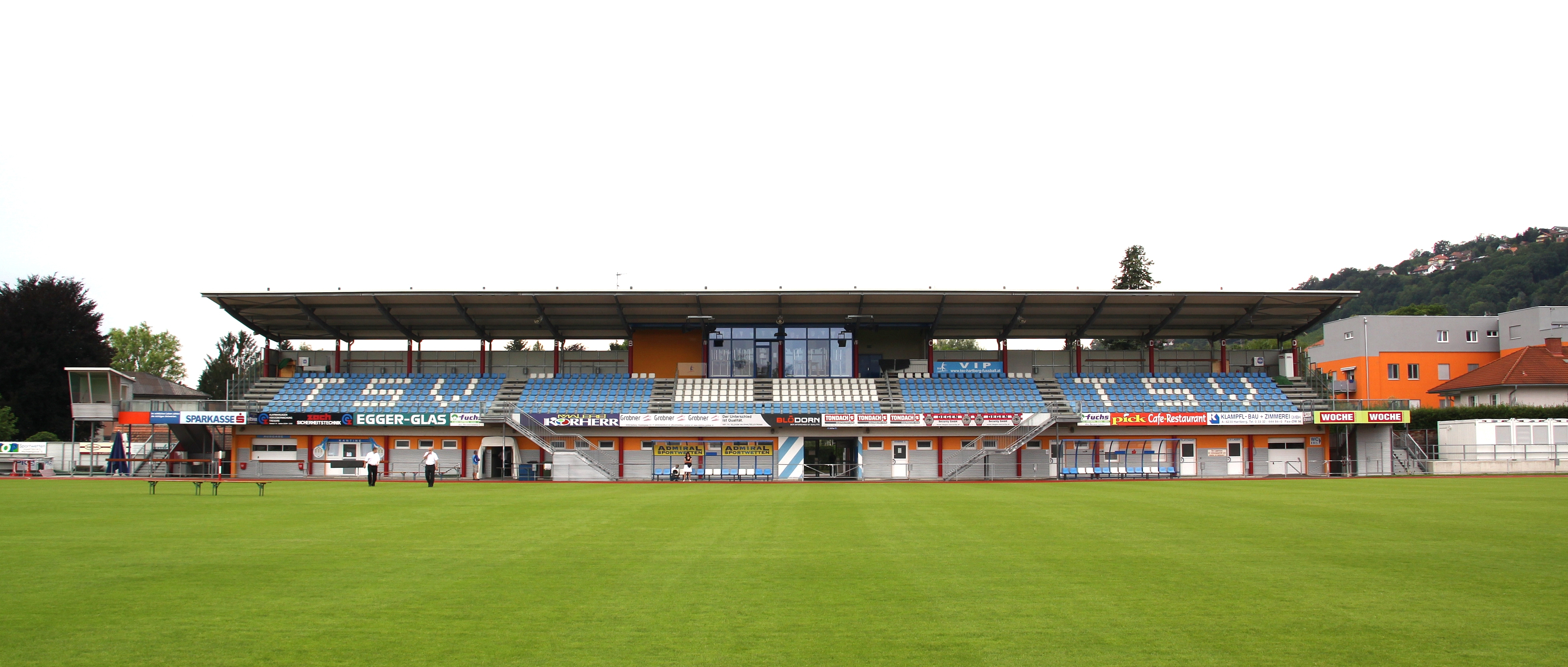
Das Stadion Hartberg ist Heimstätte der Fußballsektion und der Leichtathletiksektion des TSV Hartberg

Der ansässige Turn- und Sportverein (TSV) besteht aus den Sektionen Damenturnen, Herrenturnen, Judo, Karate, Leichtathletik, Moderne Sportgymnastik, Schach, Skifahren sowie den Mitgliedsvereinen Jugendsport, Tennis, HCH (Eishockey) welcher mittlerweile mit einer Weizer Mannschaft zur „Spielgemeinschaft Hartberg-Weiz fusionierte“, Ballonsport, Fußball und Volleyball.
Der Verein TSV Hartberg (Sektion Fußball) spielt seit der Saison 2018/19 in der Bundesliga, der höchsten österreichischen Spielstufe.
Der TSV Hartberg (Sektion Volleyball) spielt aktuell mit der Damenmannschaft in der Österreichischen Volleyball-Bundesliga, mit dem Herrenteam aktuell in der zweithöchsten Spielklasse. Das Herrenteam ist vierfacher Europacupteilnehmer und wurde 2007 und 2013 österreichischer Volleyball-Cupsieger, das Damenteam hat bereits dreimal am Europapokal teilgenommen.
Der ansässige Eishockeyverein (HC Hartberg, ebenfalls Mitglied im TSV) war der Meister der Saison 2007/08 in der steirischen Landesliga.
Neben dem TSV gibt es in Hartberg noch zahlreiche andere Vereine. Unter anderem den Eisstockschützenverein ESV Flugrad Hartberg und den Eishockeyverein Naughty Dogs.
Auch der Bogenschützenclub Hartberg (BSC Edelweiss Hartberg) mischt in Österreich und der Welt ganz vorne mit. Seit mehr als 20 Jahren besteht dieser Verein in Hartberg und hat in dieser Zeit schon unzählige Titel gewonnen. Insgesamt wurden seit 1984 455 Medaillen errungen. Davon waren 211 Gold-, 139 Silber- und 105 Bronzemedaillen. Jedes Jahr wird ein internationales Turnier oder eine Österreichische Staatsmeisterschaft in Hartberg veranstaltet. Trainingsmöglichkeiten bestehen im Sommer in Habersdorf und im Winter in der Trainingshalle des HSVU Edelweiss Hartberg.

### Öffentliche Einrichtungen
Als Bezirkshauptstadt ist Hartberg regionales Zentrum und damit Sitz von Ämtern, Behörden und anderen öffentlichen Einrichtungen.
- Stadtgemeindeamt
- Bezirkshauptmannschaft
- Finanzamt
- Vermessungsamt
- Polizeiinspektion
- Bezirksstellen der Kammern für Land- und Forstwirtschaft, Arbeiter und Angestellte sowie der Wirtschaftskammer
- Arbeitsmarktservice
- Landeskrankenhaus

### Bildung
Hartberg fungiert als Schulstadt für die Umgebung. In der Stadt befinden sich zwei Volksschulen und zwei Neue Mittelschulen, die die Schwerpunkte Sport, Informatik und Musik bieten. Darüber hinaus umfasst das Gymnasium Hartberg ein Gymnasium, ein Realgymnasium ein Oberstufenrealgymnasium im selben Schulzentrum befinden sich noch eine Bundesbildungsanstalt für Kindergartenpädagogik eine Höhere Lehranstalt für wirtschaftliche Berufe eine Fachschule für Land- und Ernährungswirtschaft Hartberg eine Hauswirtschaftsschule eine Bundeshandelsakademie und Bundeshandelsschule. Weiters sind ein Sonderpädagogisches Zentrum und eine Musikschule vorhanden. Auch eine Privatschule, die sich aus einer Volks- und Hauptschule zusammensetzt und im Ökopark Hartberg ihren Standort hat, befindet sich in der Stadt Hartberg.

### Wanderwege
Durch das Stadtgebiet von Hartberg führt der Ostösterreichische Grenzlandweg (Österreichischer Weitwanderweg 07), der in diesem Teilbereich mit dem Steirischen Landesrundwanderweg (örtliche Wegnummer 950) gleichläuft.
Der Lokale Wanderweg Nr. 1 (Blau-Weiß markiert) führt rund um die Stadt, hier schließen weitere lokale Wanderwege, wie Wegvarianten auf die Ringwarte, an.

## Politik
Der Stadtgemeinderat hat insgesamt 25 Mitglieder.
| Partei          | 2020             | 2020             | 2020             | 2015             | 2015             | 2015             | 2010             | 2010             | 2010             | 2005             | 2005             | 2005             | 2000             | 2000             | 2000             | 1995             | 1995             | 1995             | 1990             | 1990             | 1990             |
| Partei          | Stimmen          | %                | Mandate          | St.              | %                | M.               | St.              | %                | M.               | St.              | %                | M.               | St.              | %                | M.               | St.              | %                | M.               | St.              | %                | M.               |
| --------------- | ---------------- | ---------------- | ---------------- | ---------------- | ---------------- | ---------------- | ---------------- | ---------------- | ---------------- | ---------------- | ---------------- | ---------------- | ---------------- | ---------------- | ---------------- | ---------------- | ---------------- | ---------------- | ---------------- | ---------------- | ---------------- |
| ÖVP             | 1889             | 55               | 15               | 1601             | 42               | 11               | 1927             | 49               | 12               | 2107             | 54               | 14               | 2066             | 53               | 14               | 2249             | 56               | 15               | 2262             | 55               | 14               |
| SPÖ             | 385              | 11               | 3                | 0870             | 23               | 06               | 1078             | 27               | 07               | 1059             | 27               | 07               | 0870             | 22               | 05               | 0640             | 16               | 04               | 0840             | 20               | 05               |
| Bürgerliste     | 494              | 14               | 3                | nicht kandidiert | nicht kandidiert | nicht kandidiert | nicht kandidiert | nicht kandidiert | nicht kandidiert | nicht kandidiert | nicht kandidiert | nicht kandidiert | nicht kandidiert | nicht kandidiert | nicht kandidiert | nicht kandidiert | nicht kandidiert | nicht kandidiert | nicht kandidiert | nicht kandidiert | nicht kandidiert |
| Die Grünen      | 470              | 14               | 3                | 0639             | 17               | 04               | 0631             | 16               | 04               | 0407             | 10               | 02               | 0372             | 10               | 02               | 0370             | 09               | 02               | 0507             | 12               | 03               |
| FPÖ             | 203              | 6                | 1                | 0492             | 13               | 03               | 0324             | 08               | 02               | 0343             | 09               | 02               | 0589             | 15               | 04               | 0687             | 17               | 04               | 0508             | 12               | 03               |
| NEOS            | nicht kandidiert | nicht kandidiert | nicht kandidiert | 0196             | 05               | 01               | nicht kandidiert | nicht kandidiert | nicht kandidiert | nicht kandidiert | nicht kandidiert | nicht kandidiert | nicht kandidiert | nicht kandidiert | nicht kandidiert | nicht kandidiert | nicht kandidiert | nicht kandidiert | nicht kandidiert | nicht kandidiert | nicht kandidiert |
| LIF             | nicht kandidiert | nicht kandidiert | nicht kandidiert | nicht kandidiert | nicht kandidiert | nicht kandidiert | nicht kandidiert | nicht kandidiert | nicht kandidiert | nicht kandidiert | nicht kandidiert | nicht kandidiert | nicht kandidiert | nicht kandidiert | nicht kandidiert | 091              | 02               | 0                | nicht kandidiert | nicht kandidiert | nicht kandidiert |
| Wahlberechtigte | 5.528            | 5.528            | 5.528            | 5.302            | 5.302            | 5.302            | 5.378            | 5.378            | 5.378            | 5.269            | 5.269            | 5.269            | 4.942            | 4.942            | 4.942            |                  |                  |                  |                  |                  |                  |
| Wahlbeteiligung | 63 %             | 63 %             | 63 %             | 73 %             | 73 %             | 73 %             | 75 %             | 75 %             | 75 %             | 76 %             | 76 %             | 76 %             | 80 %             | 80 %             | 80 %             | 85 %             | 85 %             | 85 %             | 91 %             | 91 %             | 91 %             |

### Bürgermeister
- 2004–2016 Karl Pack (ÖVP)[15]
- seit 2016 Marcus Martschitsch (ÖVP)

### Gemeinderat
Der Gemeinderat besteht aus 25 Mitgliedern und setzt sich nach dem Ergebnis der Gemeinderatswahl vom 22. März 2015 wie folgt zusammen:
- 11 Mandate ÖVP
- 6 Mandate SPÖ
- 3 Mandate FPÖ
- 4 Mandate Die Grünen
- 1 Mandat NEOS

Um die Gemeinderatsmehrheit zu sichern, bildete die ÖVP eine Koalition mit der SPÖ. Im März 2016 verließ eine Gruppe von vier ÖVP-Gemeinderäten den ÖVP-Gemeinderatsklub. Sie verblieben als freie Mandatare im Gemeinderat. Ein Gemeinderat aus dieser Gruppe legte im Oktober 2016 sein Mandat nieder. Der auf der Liste der ÖVP zustehende Nachfolger war wieder Mitglied des ÖVP-Gemeinderatsklubs.
Im Juli 2015 legte ein FPÖ-Gemeinderat seine Parteimitgliedschaft nieder und ist seit 2016 Mitglied im ÖVP-Gemeinderatsklub.
Im Jänner 2017 kündigte die SPÖ die Koalitionsvereinbarung mit der ÖVP auf.
Im April 2017 bildeten SPÖ, Die Grünen, FPÖ und die drei „freien“ ÖVP-Mandatare eine Koalition unter dem Namen „Zukunftspakt für Hartberg“, der mit 15 Mandaten die Mehrheit hat. Den Bürgermeister stellt weiterhin die ÖVP, da für eine Abwahl eine Zweidrittelmehrheit erforderlich ist.
Im Oktober 2017 legte der einzige Gemeinderat der NEOS sein Mandat aus beruflichen Gründen nieder. Für den freigewordenen Sitz konnte innerhalb der Liste kein Nachfolger gefunden werden. Seit 20. November 2017 sind von den 25 Gemeinderatssitzen daher nur mehr 24 mit Gemeinderäten besetzt. Neun davon zählen zur ÖVP, 15 werden dem „Zukunftspakt für Hartberg“ zugerechnet.

### Wappen
Blasonierung: „In einem roten von einem silbernen Balken durchzogenen Schilde erscheint auf grünem Boden die Gestalt des auf einem nach links schreitenden braunen, graugezäumten Pferd sitzenden Heiligen Martin.“
Sein mit einem weißen Vollbart versehenes Haupt ist mit einem spitzen braunen, mit einem Hermelinstulp gezierten Hut bedeckt und mit einem goldenen Heiligenschein umgeben. Seine Kleidung besteht aus einem roten Wams, einem ebensolchen Beinkleide, einem grünen, gelbgefütterten Mantel und braunen, hermelingestülpten Stiefeln.
Der Heilige wendet sich einem neben dem Pferd auf seinem rechten Knie knienden und die rechte Hand emporstrebenden weiß behaarten und weißbärtigen Bettler zu, der bloß in einen braunen Mantel und einen grauen Schurz gehüllt ist. Den Schild umgibt eine ornamentierte stahlfarbene Randeinfassung.

### Sonstiges
Hartberg ist seit 2009 Mitglied der Cittàslow, einer 1999 in Italien gegründeten Bewegung zur Entschleunigung und Erhöhung der Lebensqualität in Städten.

## Persönlichkeiten

### Ehrenbürger der Gemeinde
- 1961: Tobias Udier (1911–1985), Landeshauptmann-Stellvertreter[20]
- 1971: Franz Wegart (1918–2009), Landeshauptmann-Stellvertreter[21]

### Söhne und Töchter der Gemeinde
- Laurenz Pansipp (1752–1827), Steinmetzmeister[22]
- Karl von Culoz (1785–1862), Feldzeugmeister und Theresienritter
- Josef Knar (1800–1864), Mathematiker und Hochschullehrer
- Othmar Rieger (1904–1966), Germanist, Lehrer und Dichter
- Erna Lesky (1911–1986), Medizinhistorikerin
- Othmar Meißl (1917–2008), Kaufmann und Politiker (FPÖ)
- Alois Rechberger (1935–2009), Politiker
- Grete Walter-Klingenstein (* 1939), Historikerin
- Maria Hampel-Fuchs (* 1940), Politikerin (ÖVP)
- Siegfried Herrmann (* 1942), Politiker
- Ulrike Truger (* 1948), Bildhauerin
- Linde Prelog (* 1949), Schauspielerin, Autorin, Liedermacherin und Kabarettistin
- Rudolf Gigler (* 1950), Schriftsteller
- Martin Löschberger (* 1957), Schauspieler
- Helmut Hirt (* 1958), Politiker (SPÖ)
- Johann Ertl (* 1959), Politiker (FPÖ)
- Erika Kronabitter (* 1959), Schriftstellerin und Künstlerin
- Regina Sackl (* 1959), Skirennläuferin
- Werner Kogler (* 1961), Politiker (Grüne)
- Margret Almer (* 1962), Jodlerin und volkstümliche Sängerin
- Franz Amtmann (* 1963), Elektrotechniker und Erfinder
- Werner Herbert (* 1963), Polizist und Politiker (FPÖ)
- Lisa Lercher (* 1965), Autorin
- Johannes Feichtinger (* 1967), Historiker
- Wolfgang Dolesch (* 1970), Politiker (SPÖ)
- Sha. (* 1972), Künstler
- Claudia Haagen-Schützenhöfer (* 1975), Physikdidaktikerin
- Karin Ammerer (* 1976), Kinderbuchautorin
- Marcus Pöttler (* 1977), Schriftsteller
- Linda Horvath (* 1978), Leichtathletin
- David Preiß (* 1978), Fußballspieler und -trainer
- Alexander Glehr (* 1980), Filmproduzent
- Carina Laschober-Luif (* 1981), Politikerin (ÖVP)
- Jochen Pack (* 1981), Politiker (ÖVP)
- Daniela Riedl (* 1982), Künstlerin und Musikerin
- Jürgen Rindler (* 1986), Fußballtorwart
- Christian Falk (* 1987), Fußballspieler
- Lukas Schnitzer (* 1988), Politiker (ÖVP)
- Wolfgang Waldl (* 1989), Fußballspieler
- Jörg Wutzl (* 1989), Beachvolleyballspieler
- Daniel Gremsl (* 1992), Fußballspieler
- Katharina Schützenhöfer (* 1993), Volleyball- und Beachvolleyballspielerin
- Lucas Wabnig (* 1995), Fußballspieler
- Manuel Pfeifer (* 1999), Fußballspieler
- Jonas Karner (* 2004), Fußballspieler
- Mariella El Sherif (* 2004), Fußballspielerin
- Fabian Feiner (* 2006), Fußballspieler
- Jacob Hödl (* 2007), Fußballspieler

### Personen mit Bezug zur Gemeinde
- Philip Wilhelm von Hornick (1640–1714), Pfarrverwalter von 1668 bis 1672 in Hartberg
- Matthias Macher (1793–1876), österreichischer Mediziner und Schriftsteller, lebte von 1829 bis 1850 in Hartberg
- Friedrich Schöpfer (1825–1903), Advokat und autodidaktischer Künstler
- Fritz Ries (1907–1977), deutscher Industrieller, errichtete Anfang der 1970er Jahre ein Teppichbodenwerk in Hartberg
- Karl Stull, von 1935 bis 1945 Bezirkshauptmann und Landrat
- Ernst Vasovec (1917–1993), Schriftsteller, lebte von 1949 bis 1964 in Hartberg
- Ludwig Hirsch (1946–2011), Liedermacher und Schauspieler
- Larissa Robitschko (* 1997), Miss Austria und Moderatorin
- Luca Geistler (* 1998), Abgeordneter zum Steiermärkischen Landtag